# Männerwirtschaft (Fernsehserie)
Männerwirtschaft (Originaltitel: The Odd Couple) ist eine US-amerikanische Fernsehserie, von der zwischen 1970 und 1975 114 Folgen entstanden, wovon 111 im deutschen Fernsehen ausgestrahlt wurden. Sie basiert auf dem Spielfilm Ein seltsames Paar von Gene Saks aus dem Jahr 1968 und auf dem gleichnamigen Bühnenstück von Neil Simon.

## Handlung
Der Fotograf Felix Unger wurde von seiner Frau aufgefordert, aus der gemeinsamen Wohnung auszuziehen. Er zieht zu seinem alten Freund, dem geschiedenen Sportreporter Oscar Madison, weil sich keiner allein die teure New Yorker Wohnung an der Park Avenue leisten kann.
Der stets korrekt gekleidete Felix ist ein Pedant, Hypochonder, zwanghafter Sauberkeitsfanatiker und engagierter Hobbykoch. Oscar ist hingegen ein schlampiger Chaot, der sich  nicht um Sauberkeit und Ordnung schert, sondern sich vor allem für Sport und Frauen interessiert. Er ist meistens pleite, und in seinem Zimmer, das Felix zu seinem Leidwesen als einziges nicht aufräumen darf, herrscht eine extreme Unordnung.
Tägliche Konflikte sind vorprogrammiert. Oft genug treiben sie sich gegenseitig fast in den Wahnsinn, dennoch hält ihre Freundschaft trotz aller Gegensätzlichkeit. Die regelmäßige Pokerrunde mit den Freunden Murray, Vinnie, Roy und Speed ist Pflicht.

## Besetzung
Hauptrollen
- Tony Randall als Felix Unger
- Jack Klugman als Oscar Madison

Wiederkehrende Rollen
- Al Molinaro als Officer Murray Greshler (73 Folgen)
- Penny Marshall als Myrna (27 Folgen)
- Elinor Donahue als Miriam (17 Folgen)
- Garry Walberg als Speed (13 Folgen)
- Janis Hansen als Gloria (12 Folgen)
- Larry Gelman als Vinnie (12 Folgen)
- Joan Hotchkis als Dr. Nancy Cunningham (11 Folgen)
- Ryan McDonald als Roy (7 Folgen)
- Monica Evans als Cecily Fink (4 Folgen) spielte auch in „Ein seltsames Paar“ diese Rolle
- Carole Shelley als Gwendolyn Fink (4 Folgen) spielte auch in „Ein seltsames Paar“ diese Rolle

## Synchronisation
| Rolle                | Darsteller    | Sprecher                                                                      |
| Felix Unger          | Tony Randall  | Rainer Brandt                                                                 |
| Oscar Madison        | Jack Klugman  | Arnold Marquis                                                                |
| Murray Greshler      | Al Molinaro   | Martin Hirthe (ZDF-Synchronisation) Michael Chevalier (Pro-7-Synchronisation) |
| Roy                  | Ryan McDonald | Wolfgang Ziffer                                                               |
| Vinnie               | Larry Gelman  | Gerd Duwner                                                                   |
| Homer „Speed“ Deegan | Garry Walberg | Gerd Martienzen                                                               |

## Hintergründe
Die Sitcom Männerwirtschaft hieß im Original The Odd Couple und stammte von Garry Marshall. Sie basiert auf dem Bühnenstück von Neil Simon, der neben dem Drehbuch zu der gleichnamigen Verfilmung auch als Autor der Sitcom verantwortlich zeichnete. Die Serie lief von 1970 bis 1975 und wurde mehrfach ausgezeichnet (Golden Globe Award, Emmy etc.). Jack Klugman und Tony Randall haben das Bühnenstück The Odd Couple auch nach 1975 hunderte Male live auf der Bühne gespielt.
In Deutschland wurden nur 111 der insgesamt 114 Folgen ausgestrahlt. Die Folgen The Roy Clark Show, Our Fathers und The Songwriter wurden nie synchronisiert und gezeigt. Die Gründe hierfür sind nicht bekannt.
Ab der zweiten Staffel wurde Männerwirtschaft mit Live-Publikum gedreht. Bei der deutschen Synchronisation entschloss man sich jedoch, die damals noch unüblichen Lacher herauszuschneiden.
Für die Außenaufnahmen des Wohnhauses diente ein Appartementhaus 1049 Park Avenue, das auch heute noch steht.
Mit der seit 2015 gezeigten Fernsehserie The Odd Couple gibt es eine weitere Serienverfilmung des Originalstoffes.

## DVD-Veröffentlichung
Vereinigte Staaten
- Staffel 1 erschien am 24. April 2007
- Staffel 2 erschien am 28. August 2007
- Staffel 3 erschien am 22. Januar 2008
- Staffel 4 erschien am 10. Juni 2008
- Staffel 5 erschien am 18. November 2008

Großbritannien
- Staffel 1 erschien am 28. April 2008

Deutschland
- Staffel 1 erschien am 9. April 2009
- Staffel 2 erschien am 7. November 2013
- Staffel 3 erschien am 3. April 2014
- Staffel 4 erschien am 3. Juli 2014
- Staffel 5 erschien am 2. Oktober 2014